# Pierre-Marie Rudelle
Pour les articles homonymes, voir Rudelle (homonymie).
 (janvier 2016).
Si vous disposez d'ouvrages ou d'articles de référence ou si vous connaissez des sites web de qualité traitant du thème abordé ici, merci de compléter l'article en donnant les références utiles à sa vérifiabilité et en les liant à la section « Notes et références ».
Pierre Marie Rudelle, né le 18 juin 1932 à Paris et mort dans la même ville le 28 décembre 2015, est un peintre français, spécialiste du trompe-l'œil.

## Biographie
Né à Paris  le 18 juin 1932, Pierre Marie Rudelle entre à l'Académie Julian à la fin de ses études secondaires. Admis à l'école des Beaux-arts en 1950, il la quitte ensuite pour entrer à l'École Camondo qui dépend de l'Union centrale des arts décoratifs, dont il sort diplômé en 1953.
En 1955, il débute comme décorateur chez Jansen, rue Royale à Paris, qu'il quitte pour aller travailler à Athènes.
De retour à Paris après deux années passées en Grèce, il se consacre au trompe-l'œil, peinture de chevalet, peinture murale et fresques.
En 1963, il reçoit la médaille de bronze de la ville de Paris. Nombreuses commandes en Europe, États-Unis, Japon, etc. Il exécute des peintures murales pour des navires tels que le paquebot France ou le yacht royal d'Arabie Saoudite, la ville d'Amboise. Décors pour le Fouquet's à Paris et à Mexico, le restaurant sur la tour Eiffel, l'hôtel Eden-Roc à Antibes, la piscine de l'hôtel Bristol à Paris, le Brenner's Park Hôtel à Baden-Baden, etc.
Depuis 1964, expositions personnelles à Paris chez Béatrice Carré et à la Galerie d'art de la Place Beauvau, et à Berlin, Deauville, Nancy, Amboise.
En 1965, il est co-auteur (avec Jacques Marillier) des décors du théâtre du Palais Royal pour la pièce GIGI de Colette
Il participe aussi à des expositions de groupe : Salon des Artistes français, Salon de la peinture à l'eau.
Il est cité dans un ouvrage publié en 1993 : "Le trompe l’œil contemporain" par Martin Monestier, Editions Menges.
En 1975 Henri Cadiou visite son atelier et l'invite à rejoindre son groupe pour exposer au Salon "Comparaisons" à partir de 1976.
Il meurt à Paris le 28 décembre 2015 à l'âge de 83 ans.

## Œuvres
- Pour la Maison-Blanche à Washington (actuellement à la fondation Kennedy à Boston).
- Pour la duchesse de Windsor, Pamela Churchill, le Shah d'Iran, etc.
- Nombreuses œuvres dans des collections privées.

## Principales expositions personnelles
- 1964 : galerie Pascale, Paris
- 1969 : Galerie Béatrice Carré à Paris, avenue Percier
- 1970 : Galerie Doucet-Coutureau, place Beauvau à Paris
- 1970 : Centre culturel français de Berlin
- 1973 : Galerie Béatrice Carré à Paris, avenue Percier
- 1976 : Galerie d'art de la place Beauvau, à Paris
- 1976 : Orangerie du Musée d'Amboise
- 1979 : Galerie le Nouveau Monde de la couleur à Nancy
- 1981 : Galerie de la Place Beauvau à Paris
- 1992 : Galerie de la Place Beauvau à Paris
- 1996 : Galerie Ror-Volmar, rue de Miromesnil à Paris
- 2000 : Galerie  Les Etains du Campanile, rue de Seine à Paris
- 2006 : Galerie Mona-Lisa, rue de Varenne à Paris
- 2009 : Galerie Les Etains du Campanile, rue de Seine à Paris

## Expositions collectives
Nombreuses expositions de groupe  à Paris et en province. 
Participe au Salon des artistes français
- 1969 -   Galerie Cardo Matignon, Paris Hôtel Hilton, Orly
- 1971 - Galerie Coutureau, Deauville
- 1977 - Galerie d'Art Hélof, Paris
- 1979 - "Les 36 de la Plaine-Vaugirard", organisée par la ville de Paris
- 1980 - Artistes contemporains à la Mairie de Paris
- 1985 - Exposition : Trompe l’œil Anciens et Modernes à la mairie du Xe et du XVIe et Palais de l'Archevêché à Beauvais
- 1993 : Le triomphe du trompe l’œil - Salon des Indépendants, Grand Palais
- 1993-1994 - Le trompe l’œil contemporain - Galerie Michelle Boulet
- 2001 - Exposition Groupe Trompe l’œil. Parmain (Oise) et Brive la Gaillarde (Corrèze)
- Salon des indépendants
- Nationale des Beaux Arts
- Salon du dessin et de la peinture à l'eau
- Salon Comparaisons.